# Loudest Common Denominator
Loudest Common Denominator è il primo album live del gruppo alternative metal texano Drowning Pool.

## L'album
L'album è stato pubblicato il 3 marzo 2009 e contiene brani tratti da più o meno tutti gli album, con una prevalenza di brani estratti dall'album Sinner.
L'album è in qualche modo dedicato al cantante Dave Williams, ex front-man della band e cantante nell'album Sinner. Infatti, durante il singolo Tear Away, si può udire la voce del cantante Ryan McCombs, che ne ha preso il posto, pronunciare "Did you remember 2001? Did you remember the album Sinner? This is in the name of Dave". Riferimenti a Dave Williams sono presenti anche in altri brani, come ad esempio Bodies.
I brani sono stati registrati durante vari concerti della band e il ruolo del pubblico, spesso chiamato a cantare, è messo in evidenza nelle registrazioni.

## Tracce
1. Sinner – 2:49
2. Full Circle – 3:11
3. Enemy – 3:34
4. Step Up – 3:45
5. Shame – 3:14
6. Reminded – 3:41
7. Soldiers – 5:45
8. Reborn – 4:12
9. Pity – 3:49
10. Bodies (Drowning Pool) – 10:02
11. Tear Away – 5:03
12. 37 Stitches (Acustic Demo) – 3:45
13. Shame (Acustic Demo) – 4:25